# مشروع كاميلوت

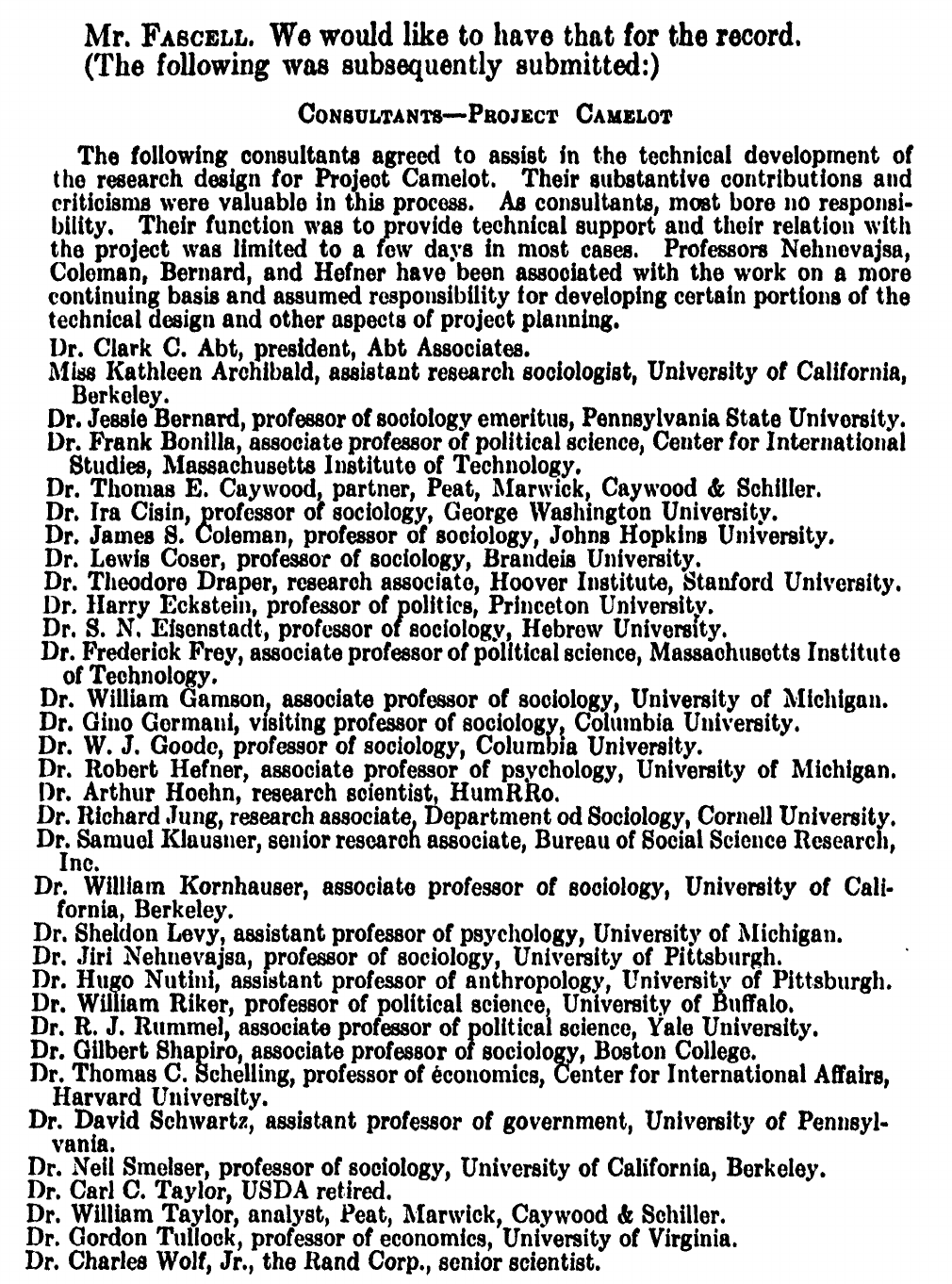

مشروع كاميلوت (بالإنجليزية: Project Camelot)‏ هو مشروع بحث لعلمِ اجتماع الجيش الأمريكي في عام 1964، وكان هدف المشروع تقييم أسباب التمرّد الاجتماعي العنيف وتمييز الأعمال التي يمكن للحكومة أَن تميزها لمنع سقوطها. سبّبَ الاقتراح خلافاً كثيراً بين العلماء الاجتماعيينِ، العديد من الذين جادلوا بأنَّ مثل هذه الدراسةِ تنتهي باستعمال البحث العلمي الاجتماعيِ لتقوِية الحكومة المؤسَّسة ولتنزيل حركات ثورية في أمريكا اللاتينية وأماكن قلقة أخرى.دولة تشيلي كانت ستصبحُ القضية القضائيةَ للمشروع، لكن عالمَ الاجتماع النرويجيَ يوهان جالتونج، الذي كان قد دُعِى لِكي يكون مساهماً في المشروع، عمل بجدّ لإنذار العلماء الاجتماعيينِ التشيليينِ والأمريكيينِ من أغراض المشروع الحقيقية.

## التاريخ
ألغي المشروع وتعرضت وزارة الدفاع الأميركية لنقدٍ متزايد وذلك لمحاولتها تخريب البحث الاجتماعي، بالإضافة إلى الحجج القائلة بأن ذلك البحث لعلْم الاجتماع كان طريقاً ملائماً لتَفادي النزاع الثقافيِ. كما اعترفتْ الولايات المتحدة بأنّ السبب الغالب لدخولها حرب مع اليابان جاءت من قلة التعاطف مع ثقافة اليابان، و من ثم كلّفوا عالمَ الإنسانيات، روث بنيديكت، لكتابة كتاب وزّعَ على نحو واسع عن المجتمع والاعتقادات اليابانية.

## المنظمة
كاميلوت كانت برنامج للجيش الأمريكيِ، ليست عملية لوكالة المخابرات المركزية الأمريكية.
المشروع كاميلوت هو دراسة هدفها أن يقرّر عملية تَطوير النظم الاجتماعية عامّة التي تكون محتملة لتوقُّع و للتأثير على السمات الهامّة سياسياً من التغير الاجتماعي في الدول الناميةِ من العالمِ. بشكل مُحدّد أكثر، أهدافه:
- أولاً، لابتكار الإجراءات لتقييم الإمكانيةِ للحرب الداخلية ضمن مجتمعات وطنية.
- الثانية، للشُعُور بنفس شعور الدرجات المتزايدة من الثقة تجاه الأعمال أو الخطوات التي قد تتخذها الحكومة للتخفيف من الشروط المُقَيَّمة كسبب لإمكانية الحربِ الداخلية.
- وأخيراً، لتَقييم عملية وَصْف خصائص نظام معين للحُصُول على المعلومات الضرورية لعمل الهدفان أعلاه.